# الضفة الغربية
الضفة الغربية هي منطقة جيوسياسية تقع في مركز فلسطين، وتشكل ما يقارب 21% من مساحة فلسطين الانتدابية، حيث ظلت هي وقطاع غزة في يد العرب بعد نكبة عام 1948 وذلك حتى حرب عام 1967، ويشكل مهجرو حرب 1948 حوالي 30% من سكانها الذين يبلغ تعدادهم اليوم حوالي 3 ملايين فلسطيني. سميت بالضفة الغربية في سياق ضم هذه المنطقة إلى المملكة الأردنية عقب مبايعة مؤتمر أريحا الملك عبد الله ملكا على ضفتي نهر الأردن. تبلغ مساحة الضفة 5,680 كم²، وتشمل هذه المنطقة جغرافياً جبال نابلس وجبال القدس وجبال الخليل والشطر الغربي من غور الأردن. احتلت إسرائيل الضفة الغربية وقطاع غزة عام 1967، فأصدر مجلس الأمن التابع للأمم المتحدة قرار 242 الذي نص على ضرورة انسحاب إسرائيل من الأراضي التي احتلتها. ما زالت إسرائيل تسيطر على الضفة الغربية وضمت أجزاء منها مثل القدس الشرقية وانتزعت أراضي بشكل ممنهج عبر الاستيطان الإحلالي وبناء الجدار الفاصل دافعة الفلسطينيين للنزوح وأنشئت لتنظيم ذلك إدارة للمنطقة باسم "يهودا والسامرة". انتفض الفلسطينيون في الضفة كما في غزة ضد الحكم العسكري الإسرائيلي المفروض عليهم، من أبرز تلك الانتفاضات إنتفاضة عام 1987 الذي تلاها بدء مفاوضات السلام الإسرائيلية الفلسطينية، حيث قبلت فيها منظمة التحرير الفلسطينية في إعلان المبادئ حول ترتيبات الحكم الذاتي الانتقالي عام 1993 بأن تعترف بإسرائيل مقابل إقامة دولة فلسطينية في الضفة الغربية وقطاع غزة على أساس قرارات الأمم المتحدة.

## نشوء «الضفة الغربية»
لم تكن الضفة الغربية منطقة متميزة قبل حرب 1948، وكانت المنطقة جزءاً من فلسطين الإنتدابية ورسمت حدودها بإتفاقيات الهدنة في رودس) عام 1949، وضمت ما تبقى من الأراضي تحت سيطرة الجيوش العربية (الأردني والعراقي) بعد سقوط الساحل الفلسطيني والجليل والنقب، إلى جانب احتفاظ الجيش المصري بشريط ساحلي عرف لاحقا بقطاع غزة. بعد الحرب ضُمَّت الضفة الغربية إلى الأردن عقب مؤتمر أريحا في 1 ديسمبر 1948 الذي بايع فيه وجهاء فلسطينيون الملك عبد الله الأول ملكا على فلسطين كلها. ابتداء من العام 1950 أعتمدت في المملكة الأردنية الهاشمية الناشئة تسمية «الضفة الغربية» بدلا لـ«فلسطين» في كل الشؤون الرسمية.(ص.226-228) في نيسان 1950 أجريت إنتخابات نيابية في الضفتين وأسس أول مجلس أمة أردني موحد صادق على قرار ضم توحيد الضفتين، وشكلت حكومة أردنية ضمنت نوابا من الضفتين.
مع فقدان أهمّ المدن الفلسطينية والساحل ومعظم أجزاء الريف الفلسطيني، وتقسيم القدس، وتضاعف عدد السكان (433 ألفا عشية حرب 1948) فيها بين عشية وضحاها مع تدفق مئات الألوف من اللاجئين الذين طردهم الصهاينة من تلك المناطق، شهدت الضفة الغربية أزمة إجتماعية وإقتصادية طاحنة، وأدى إلى إنهيار الإقتصاد العربي في فلسطين. وشهدت الضفة في مطلع الخمسينيات ما عرف بـ«أعوام العجوة»، نسبة إلى المعونات الغذائية العراقية التي ضمت كميات كبيرة من التمور. توقف نمو مدن الضفة الإقتصادي مع تركيز الدولة الأردنية على التنمية شرقي النهر، حيث استخدمت معظم المعونات الدولية في تأسيس البنى التحتية في الضفة الشرقية، ودفعت سياسة الدولة رأس المال الفلسطيني إلى الإنتقال إلى العاصمة عمّان. حصل الفلسطينيون في الضفة الغربية على الجنسية الأردنية أسوة بسكان الضفة الشرقية وشاركوا في مختلف نواحي الحياة السياسية والثقافية والاقتصادية في المملكة الأردنية.
تضم الضفة الغربية من المدن الفلسطينية الكبرى الجزء الشرقي من مدينة القدس، والخليل ونابلس وجنين، وطولكرم وقلقيلية، ورام الله وبيت لحم، وأريحا.
تشكل أراضي الضفة الغربية الجزء الأكبر مساحة من الأراضي التي إصطلح على تسميتها الأراضي الفلسطينية المحتلة (التي تضم الضفة الغربية -بما فيها القدس الشرقية- وقطاع غزة)، التي تأمل قيادة منظمة التحرير الفلسطينية استعادتها في المسار التفاوضي القائم على حل الدولتين.

## الضفة الغربية بعد حزيران 1967

### حرب حزيران 1967 والاحتلال الإسرائيلي
إحتلت إسرائيل الضفة الغربية في حرب 1967، وأدت حالة الرعب التي سادت مع الهجوم الإسرائيلي إلى نزوح ما يقارب ال70 ألف فلسطيني، بعضهم من لاجئي حرب 48، إلى الضفة الشرقية، ويقدر عدد مواطني الضفة النازحين أثناء الحرب أو من تواجدوا ساعتها تواجدوا شرقي النهر لأسباب حياتية مختلفة بـ200 ألف مواطن لم تسمح لهم إسرائيل بالعودة. أدى ضغط الأمم المتحدة عقب وقف إطلاق النار إلى وعد إسرائيلي بإعادة النازحين وملأ بالفعل ما يقارب ال176 ألف فلسطيني استمارات العودة التي وزعها الصليب الأحمر، والواقع أن إسرائيل سمحت بعودة 14 ألف نازح فقط. تجمع النازحون حتى شباط 1968 في مخيمات غللا امتداد نهر الأردن، ثم اضطروا إلى النزوح مجددا إلى مناطق أبعد وآمن الضفة الشرقية بعد تكرر الاعتداء الإسرائيلية على غور الأردن.

### الارتباط بالمملكة الأردنية الهاشمية
ظل الأردن يعتبر الضفة الغربية قانونيا وإداريا أراضٍ أردنية محتلة حتى قرار فك الارتباط الإداري الذي أعلنه الملك الحسين بن طلال عام 1988 بطلب من منظمة التحرير الفلسطينية، وهو قرار يَعتبره كثيرون في الأردن مخالفا للدستور وتنازلاً عن أراض أردنية. لم يشمل قرار فك الارتباط الأوقاف، وظلت مرتبطة مع الحكومة الأردنية حتى اليوم من إشراف وتعيينات وصيانة للمباني المسيحية والإسلامية والتزامات مالية. نص اتفاق السلام الموقع بين الأردن وإسرائيل عام 1995 على سيادة أردنية على الأوقاف والحرم الشريف في القدس. كما واصل الأردن بعد الاحتلال إصدار جوازات سفر للمواطنيين القاطنين في الضفة الغربية والقدس الشرقية، واستمر ذلك بعد قرار فك الارتباط، حيث تصدر المملكة الأردنية الهاشمية جوازات سفر لتسهيل التنقل ولا تتضمن حقوق مواطنة في الضفة الشرقية.

### سياسة الاحتلال الاقتصادية في الضفة الغربية

#### سياسة «الجسور المفتوحة»
رسم وزير الأمن الصهيوني آنذاك، موشيه دايان، أستراتيجية تعامل مع سكان الأرض المحتلة تقوم على السيطرة العسكرية والأمنية على المنطقة مع إبقاء السكان العرب منفصلين عن دولة إسرائيل. اقتضى ذلك العمل على تطبيع حياة السكان العرب تحت الاحتلال تحت إدارة ذاتية لشؤون الحياة اليومية واحتفاظ بالتواصل مع الأردن والمحيط العربي، وتطوير البنية الاقتصادية التحتية في الضفة الغربية بما يحول دون تحولها عبئا اقتصاديا على إسرائيل وبما يناسب متطلبات الاقتصاد الإسرائيلي. تضمنت هذه السياسة حرية تنقل نسبية من وإلى الضفة الشرقية عبر معبرين على نهر الأردن هما جسر اللنبي (جسر الملك حسين) وجسر دامية (جسر الأمير عبد الله)، والسماح بتصدير منتجات زراعية وصناعية محددة إلى الأردن. افتتحت الجسور بعد ستة أشهر من احتلال الضفة بموجب الأمر العسكري رقم (175) الذي سمي «أمر بشأن محطة انتقال». لاقى ذلك قبولا على الجانب الأردني الذي حافظ ذلك على علاقاته مع الضفة الغربية وعلى استمرارية مصادر توريده بالمنتجات الزراعية، خاصة بعد تعطل الزراعة في الأغوار الشرقية بسبب النشاطات العسكرية (عام 1966 كانت 80% من مساحة المملكة الأردنية المزروعة بالفاكهة و45% من المساحة الزروعة بالخضروات في الضفة الغربية)، كما فتحت أسواق الضفة الشرقية أمام الحمضيات المنتجة في قطاع غزة. كذلك شملت صادرات الضفة الغربية إلى الأردن زيت الزيتون والصابون والزيوت النباتية والكبريت والبلاستيك إلى حين توفرت لاحقا بدائل محلية لها. في حين كانت معظم صادرات الضفة إلى الأردن معفاة من الجمارك هناك، فرضت إسرائيل جمارك عالية على الواردات القادمة من الضفة الشرقية أو منعتها. أدت هذه السياسة إلى انتعاش اقتصادي نسبي في الضفة الغربية وخففت من آثار الحرب الاقتصادية على الأردن. أما بالنسبة لاسرائيل فقد حمت مزارعيها بتحويل الفائض الزراعي الفلسطيني إلى الخارج، ودعمت يهذه السياسة مخزونها من العملة الصعبة وساعتدها على كسب الوقت لاستيعاب اقتصاد الضفة في الاقتصاد الإسرائيلي استيرادا وتصديرا. كما حاولت إسرائيل الاستفادة من الجسور المفتوحة لتسريب منتوجاتها الزراعية إلى أسواق لم تكنقادرة على بلوغها بفعل المقاطعة العربية. وفي السبعينيات بدأت إسرائيل بتشجيع تحول المنتجين إلى المحاصيل التي يحتاج إليها السوق الإسرائيلي أو ما يمكن تصديره عبر الموانئ الإسرائيلية من أجل تخفيف الاعتماد على الأردن، ووضعت قيودا أكبر على الاستيراد من هناك، وأصبحت الجسور مفتوحة في الواقع في اتجاه واحد فقط.

#### الدمج في الاقتصاد الإسرائيلي
في نفس الفترة تحولت الضفة الغربية وقطاع غزة إلى سوق للمنتجات الإسرائيلية، في حين تحولت القوى العاملة الفلسطينية إلى مصدر عمالة رخيصة للاقتصاد الإسرائيلي، خاصة في مجالي الزراعة والبناء. تحولت الزراعة الفلسطينية بالتدريج من تلبية الاحتياجات المحلية إلى زراعة المحاصيل التصديرية، واستمر اعتمادها على المدخلات الإنتاجية الإسرائيلية مثل أنابيب الري والأسمدة والمبيدات والأدوية والبذور المحسنة. وفي العام 2000 مثلا كان 96.62% من الصادرات الفلسطينية تذهب إلى إسرائيل بالمقارنة مع 2.31% للأردن و0.38 % للأمارات و 0.02% لليمن، ويتم 79.98% من التبادل التجاري مع إسرائيل، وبلغت الواردات السلعية الفلسطينية من إسرائيل، في معدلها السنوي 2 بليون دولار، وإلى اندلاع الانتفاضة كان هناك 131 ألف عامل فلسطيني يعملون في سوق العمل الإسرائيلي. تشير بيانات الجهاز المركزي للإحصاء الفلسطيني للفترة الممتدة بين 2017 و 2019 إلى أن 82% من صادرات الضفة السلعية كان إلى السوق الإسرائيلية، فيما استوعب سوق العمل في «إسرائيل والمستوطنات» في العام 2000 حوالي 21.4% من القوى العاملة الفلسطينية، وانخفضت هذا النسبة في فترة الإغلاقات التي رافقت الانتفاضة إلى 10.7% في العام 2004، لترتفع تدريجيا إلى 16.5% في 2015.
يعد جسر الملك عبد الله (أللنبي) اليوم منفذ حركة الفلسطينيين الوحيد عبر الأردن، في حين تحول جسر دامية ابتداء من مطلع التسعينيات إلى ممر لعبور البضائع ثم أغلق تماما بعد العام 2000.

### سياسة الاستيطان والضم الإسرائيلية
ضمت إسرائيل القدس الشرقية رسميا بعد أسابيع قليلة من احتلالها، وحصل سكان القدس على وضع خاص، حيث أعطوا الذين أعطوا بطاقات هوية مميزة وإمكانية طلب الحصول على الجنسية الإسرائيلية. ووضعت باقي مناطق الضفة تحت الحكم العسكري الذي تحول لاحقا إلى ما سمي بالإدارة المدنية لمنطقة يهودا والسامرة. . في عام 1972 خرجت إلى العلن خطة نائب رئيسة الحكومة الإسرائيلية ييغال ألون «للسلام»، التي حددت رؤية إسرائيلية للحل السياسي الدائم مع الحفاظ على المصالح الإسرائيلية الاستراتيجية في الضفة، وارتأت خطة ألون في ما يتعلق بالضفة الغربية ومستقبلها:
- اعتبار نهر الأردن حدود إسرائيل الشرقية وإقامة شريط خاضع للسيادة الإسرائيلية يتراوح عرضه بين 10 و15 كيلومترا على امتداد النهر من غور بيسان إلى شمل البحر الميت، مع احتواء حد أدنى من السكان العرب.
- إضافة قطاع بعرض عدة كيلومترات يربط القدس بالبحر الميت
- العمل على إضافة مناطق شرق الخليل على الأقل
- إقامة مستوطنات سكنية وزراعية وبلدية في المناطق المذكورة أعلاه، علاوة على مواقع للجيش في النقاط الاستراتيجية
- إقامة ضواحي بلدية يهودية في محيط شرقي القدس وتهويد سريع للبلدة القديمة
- ربط الاقتصاد العربي في الضفة الغربية مع الاقتصاد الإسرائيلي واستمالة زعامات محلية من أجل إقامة حكم ذاتي فلسطيني في التجمعات كثيفة السكان
- حل قضية اللاجئين في إطار تعاون إقليمي يستفيد من دعم دولي.[8](ص.436-438)

باشرت إسرائيل بتنفيذ هذه السياسية في عقد السبعينيات وأقيمت المستوطنات يهودية في عدة مواقع إستراتيجية في الضفة توسعت بالتدريج لتسيطر على الحركة بين المدن الفلسطينية وعلى المنطقة الحدودية على امتداد نهر الأردن، ولتعزل إضافة إلى ذلك القدس الشرقية عن محيطها العربي. أما في القدس نفسها فتمارس إسرائيل عملية تهويد منهجية وتحد من نمو الأحياء العربية وتعمل على تقليص عدد من يحملون بطاقات الهوية المقدسية، أي من لهم حق الإقامة في القدس. تشير معطيات الجهاز المركزي للإحصاء الفلسطيني إلى تضاعف عدد المستوطنين في العقود الأخيرة:
| السنة | الضفة الغربية بدون القدس الموسّعة | القدس   | مجموع   | عدد المستعمرات |
| ----- | -------------------------------- | ------- | ------- | -------------- |
| 1986  | 60.766                           |         |         |                |
| 1993  | 122.320                          | 146,436 | 268,756 |                |
| 2000  | 205,113                          | 173,986 | 379,099 |                |
| 2010  | 328,774                          | 200,545 | 529,319 |                |
| 2019  | 456,169                          | 232,093 | 688,262 | 151            |

كما أنشأت سلطات الاحتلال طرقاً التفافية تربط هذه المستوطنات بإسرائيل وبعضها ببعض نهبت أكثر من 196.000 دونما من الأراض الفلسطينية، كما منع الفلسطينيون لأسباب أمنية من استخدام أراضيهم القريبة من تلك الطرق بمتوسط 150 مترا على الجانبين، أي ما مجموعه حوالي 98.000 دونما، تشمل أيضا الموارد الطبيعية والمائية القريبة من تلك الطرق. في المجمل بلغ مجموع مساحة الأراضي التي أقيمت عليها المستعمرات ومرافق حمايتها وطرقها الالتفافية والجدار العازل نحو 1864 كيلوكترا مربعا، أي 33% من مجموع مساحة الضفة الغربية بما فيها القدس الشرقية.

### المياه
بلغت كميات المياه المتوفرة في الضفة الغربية عام 2017 قرابة 375 مليون م3، بالإضافة إلى 23.5 مليون م3 مياه متدفقة من الينابيع الفلسطينية و264.5 مليون م3 مياه متدفقة من الآبار الجوفية، و 4.0 مليون م3 مياه شرب محلاة.
تتوزع المياه الجوفية في الضفة الغربية على ثلاثة أحواض رئيسية تعد أهم مصادر المياه، وهي الحوض الشرقي، والحوض الغربي، والحوض الشمالي الشرقي، وبلغت كمية المياه المضخوخة من هذه الأحواض نحو 86 مليون م³ في عام 2017، وتشكل المياه الجوفية 77% من المياه المستخدمة في الضفة الغربية. أما نهر الأردن فتقدر كمية المياه السنوية فيه بـ 250 مليون م³. تسيطر سلطات الاحتلال الإسرائيلي على المياه في الضفة الغربية، وقد أصدرت مجموعة من الأوامر العسكرية المتعلقة بإدارة المياه، أبرزها الأمر العسكري رقم 92 الصادر في أغسطس 1967 ويمنح جيش الاحتلال السلطة الكاملة على جميع الأمور المتعلقة بالمياه في المناطق، والأمر العسكري رقم 158 الصادر في نوفمبر 1967 وينص على عدم السماح للفلسطينيين بإقامة أي منشآت مائية جديدة دون تصريح من جيش الاحتلال، كما يقضي بمصادرة أي منشأة مائية تُقام من دون تصريح، وكذلك الأمر العسكري رقم 291 الصادر في ديسمبر 1968، وينص على إلغاء جميع الترتيبات المتعلقة بالأراضي والمياه التي كانت قائمة قبل احتلال إسرائيل للضفة الغربية.
كما تولى جيش الاحتلال السيطرة على هيئة مياه الضفة الغربية التي أنشأتها المملكة الأردنية سنة 1966 وكانت تتحكم بـ 13 بئر مياه، وفي سنة 1982 سلم جيش الاحتلال شركة ميكوروت جميع مرافقبنية المياه التحتية، وتسيطر هذه الشركة على 42 بئر مياه وتعطي المستعمرات الأولوية في التوريد، وتبيع الفائض إلى الفلسطينيين، في حين ويمنع الفلسطينيون من استخراج المياه الجوفية، السطحية أو العميقة في أراضيهم. لم يمس اتفاق أوسلو والاتفاقت اللاحقة بسيطرة إسرائيل على المياه التي جرى تحويل ملفها إلى قضايا الوضع النهائي تضمنت اتفاقية المرحلة الانتقالية (1995-1999) إنشاء لجنة مشتركة للمياه يعمل في إطارها الإسرائيليون والفلسطينيون على تنسيق إدارة الموارد المائية في الضفة، والتنسيق في تنفيذ مشاريع البنية التحتية في المناطق الفلسطينية والإشراف على الموارد المائية باستثناء نهر الأردن. لم يطرأ تغير يذكر على الأمر الواقع واصطدمت المشاريع الفلسطينية بالرفض الإسرائيلي منح التراخيص اللازمة لحفر آبار المياه أو تطوير المشاريع المائية في المنطقة جيم، وتواصل عمل اللجنة إلى ما بعد انتهاء المرحلة الانتقالية عام 1999 إلى أن توقفت في 2010 بسبب اشتراط الطرف الإسرائيلي موافقته على المشاريع الفلسطينية بموافقة الفلسطينيين على مشاريع المستعمرات في الضفة في محاولة لشرعنة الاستيطان.
اعتبرت اتفاقيات أوسلو مسألة المياه جزءا من مفاوضات الحل النهائي، وتسيطر إسرائيل على أغلب مصادر المياه عبر شركة مكوروت التي تحتكر استخراج المياه الجوفية وتبيعها أيضا إلى التجمعات الفلسطينية، وتشير أرقام تقرير البنك الدولي في عام 2018 إلى شراء الفلسطينيين في الضفة الغربية 69 مليون لتر مكعب من شركة ميكوروت لتغطية 45% من احتياجات الاستهلاك المائي المنزلي التي تقدر بـ152 مليون لتر مكعب، ويتوقع أن تزيد احتياجات الاستهلاك المنزلي مع النمو السكاني لتبلغ 209 مليون لتر مكعب في العام 2030. يبلغ متوسط استهلاك الفرد الفلسطيني للمياه حسب نفس التقرير 63 لترا في اليوم (وهو أقل من تقارير أقدم ذكرت 70 لترا)، وهو دون الحد الأدنى الذي تنصح به منظمة الصحة العالمية (100 لتر)، ويهبط المتوفر في بعض القرى الفلسطينية إلى 20 للفرد. في حين يستهلك الفرد الإسرائيلي في المتوسط 300 لترا. انتقدت منظمة العفو الدولية الطريقة التي تتعامل بها إسرائيل مع الموارد المائية، وأشارت إلى أن إسرائيل تتيح للفلسطينيين نزرا قليلا من الموارد المائية المشتركة، التي تقع معظمها في الضفة الغربية المحتلة، بينما تحصل المستوطنات الإسرائيلية غير القانونية على توريد غير محدود"

### الزراعة
تبلغ نسبة مساهمة القطاع الزراعي حوالي 5% من الناتج المحلي، ويعتمد الريّ في الضفة الغربية على الأمطار الموسمية ومخزون المياه الجوفية، وتشكّل الأراضي الزراعية البعلية 96% من المساحة المزروعة في الضفة الغربية، في حين لا تتجاوز المساحة المروية الـ4%، يوجد القسم الأكبر (61%) منها في محافظة أريحا ومنطقة الأغوار. تقسم الضفة الغربية زراعيا إلى أربع مناطق:
المنطقة شبه الساحلية، وهي ما تبقى من السهل الساحلي ومرج بني عامر في يد الفلسطينيين إلى الشمال والشرق، وتقدر مساحتها بـ400 ألف دونم وتتوفر فيها المياه الجوفية ومعدل سقوط أمطار يبلغ 400-600 ملم سنوياـ وتزرع فيها المحاصيل الحقلية والحمضيات والأشجار المثمرة.
المنطقة الجبلية الوسطى، تبلغ مساحة الأراضي المزروعة فيها المليون دونم، 80% منها زيتون، يليه العنب واللوزيات، كما تزرع فيها مساحات محدودة بالحبوب والخضروات.
منطقة السفوح الشرقية، وتمتد هذه المنطقة على الجانب الشرقي من مرتفاعات الضفة وصولا إلى البحر الميت، وتبلغ مساحتها 1.5 مليون دونم، وهي منطقة شبه جافة شحيحة الأمطار (حوالي 250 ملم) ويغلب عليها الاقتصاد الرعوي، كما يزرع فيها الشعير.
منطقة الغور، وتبلغ مساحتها 400 ألف دونم وتمتاز بمناخ دافئ يسمح بزراعة أنواع مختلفة من النباتات مع توفّر مياه الريّ.

#### الزيتون

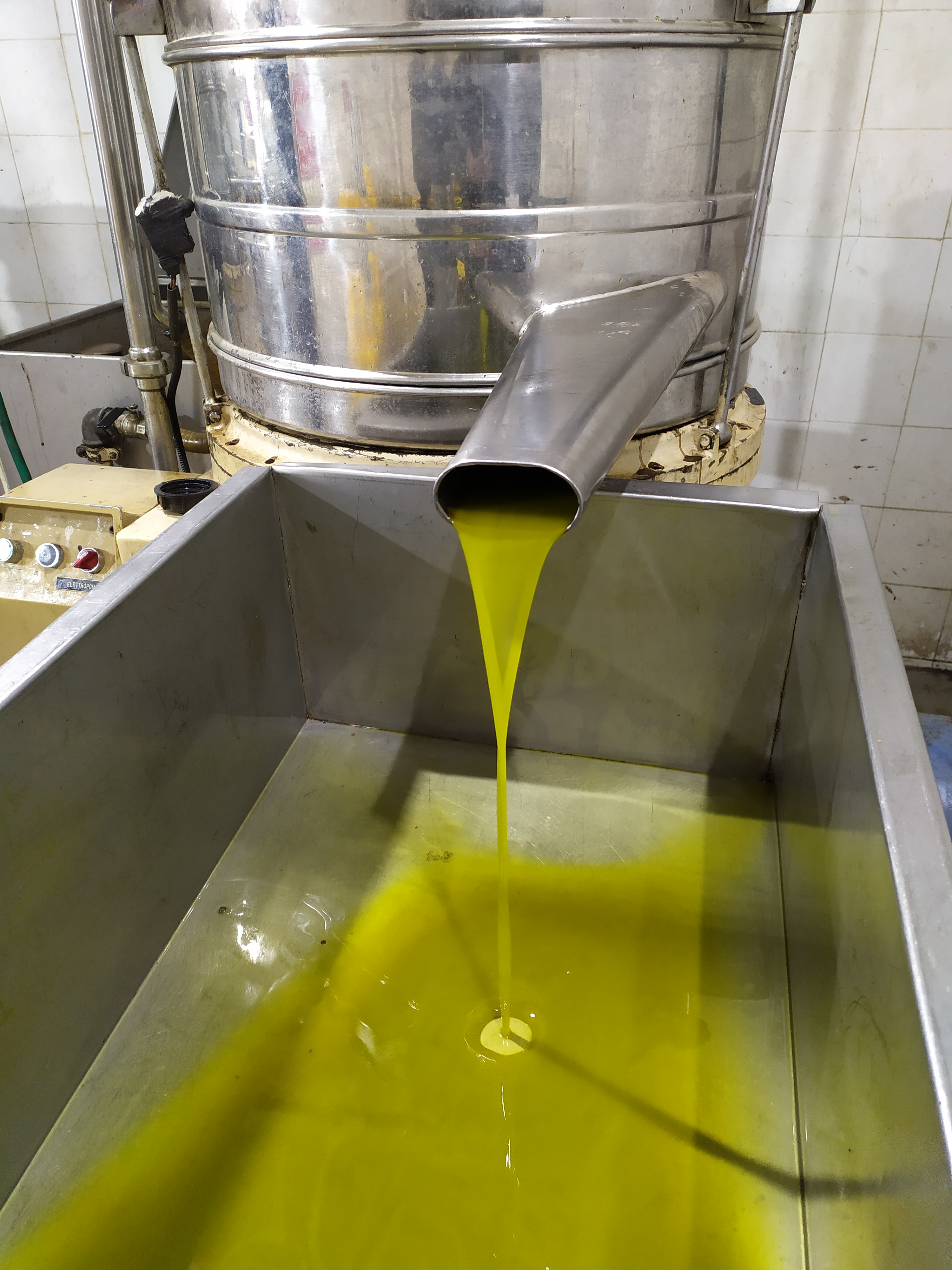
زيت فلسطيني

يعتبر الزيتون من أهم المحاصيل الزراعية البعلية في الضفة وتتركز زراعته في مرتفعاتها الشمالية والوسطى، وبلغ إجمالي المساحة المزروعة بالزيتون عام 2010 حوالي 480 ألف دونم تضم 7.5 مليون شجرة زيتون، ويبلغ متوسط الإنتاج السنوي الـ20 ألف طن من زيت الزيتون و11.7 ألف طن من الزيتون المعد للأكل، و55 ألف طن من الجفت (ص.4-5). وفي العام 2019 كان مقدار إنتاج الزيتون الأعلى تاريخيا إذ بلغ الـ40 ألف طن من الزيت، أما العام 2020 فقد انخفض الإنتاج لأسباب مناخية ولم يتجاوز الـ11 ألف طن، حيث أدى وأسهم تساقط مياه الأمطار خلال الفترة التي ينعقد فيها الزيتون، إضافة لانخفاض درجات الحرارة ثم موجات حرّ التي تبعتها إلى في تساقطّ حبّ الزيتون، ما جعل من موسم 2020 «موسمًا شلتونيًا» أي شحيح الإنتاج. يغط إنتاج الزيتون الفلسطيني الاحتياجات المحلية، وتصدّر الضفة الغربية ما بين 300 و700 طن سنويا، معظمها إلى دول عربية.(ص.58)

#### المحاصيل المروية
في ما يتعلق بالمحاصيل المروية، فقد أدت السيطرة الإسرائيلية شبه التامة على موارد المياه الجوفية إلى الحد من تطور الأراضي الزراعية الفلسطينية وإلى تغيرات مهمة في المنتوجات الزراعية، حيث تحول الفلسطينيون من التوسع الأفقي إلى العمودي، وإلى المحاصيل التصديرية ذات الجدوى الاقتصادية الأعلى، وكذلك إلى مزروعات بعلية أو مروية بتقنيات خاصة تتيح استهلاك أقل للمياه، ويلمس ذلك في محاصيل غور الأردن الزراعية التي تحولت بالتدريج من الحمضيات إلى الخضروات، ثم توجهت في العقود الأخيرة نحو زراعة النخيل التي تتطلب مياها وأيدي عاملة أقل، ما أثر بدوره على العمالة الزراعية والتركيبة السكانية في الأغوار.

### البيئة
في عام 2007، قدر أن 38٪ (35 مليون متر مكعب في السنة) من جميع مياه الصرف الصحي المتدفقة إلى الضفة الغربية مستمدة من المستوطنات والقدس. أقامت إسرائيل سبع مناطق صناعية في مستعمرات الضفة الغربية تضم حوالي 200 معملا ويقع معظمها على رؤوس التلال وتتدفق عوادمها المائية إلى الأراضي الفلسطينية المجاورة. وتشير الدلائل إلى أن تدابير الوقاية من التلوث غير متّبعة في هذه المرافق، وتجمع نفاياتها الصناعية الصلبة وتُرمى في كثير من الأحيان في مناطق قريبة من التجمعات السكنية الفلسطينية. كذلك نقلت إسرائيل صناعات ملوثة للبيئة من مناطق داخل الخط الأخضر إلى مناطق قريبة من حدود الضفة الغربية أو إلى مستوطنات صناعية فيها، فعلى سبيل المثال نُقل مصنع لمبيدات الحشرات من كفر سابا إلى منطقة بالقرب من طولكرم، وقد أتلفت المواد الملوثة الخطرة في عوادم المعمل المائية إلى إتلاف أشجار الحمضيات وتلويث التربة والمياه الجوفية في المناطق المجاور. مثال آخر هو نقل معمل لغازديكسون من موقعه السابق في نتانيا إلى المنطقة نفسها، وهناك تحرق نفايات المصنع الصلبة في الهواء الطلق وتحمل الرياح، الغربية عادة، الدخان الأسود والغازات السامة إلى المناطق السكنية والأماكن العامة في مدينة طولكرم والقرى المجاورة.

## الضفة الغربية بعد اتفاق أوسلو 1993

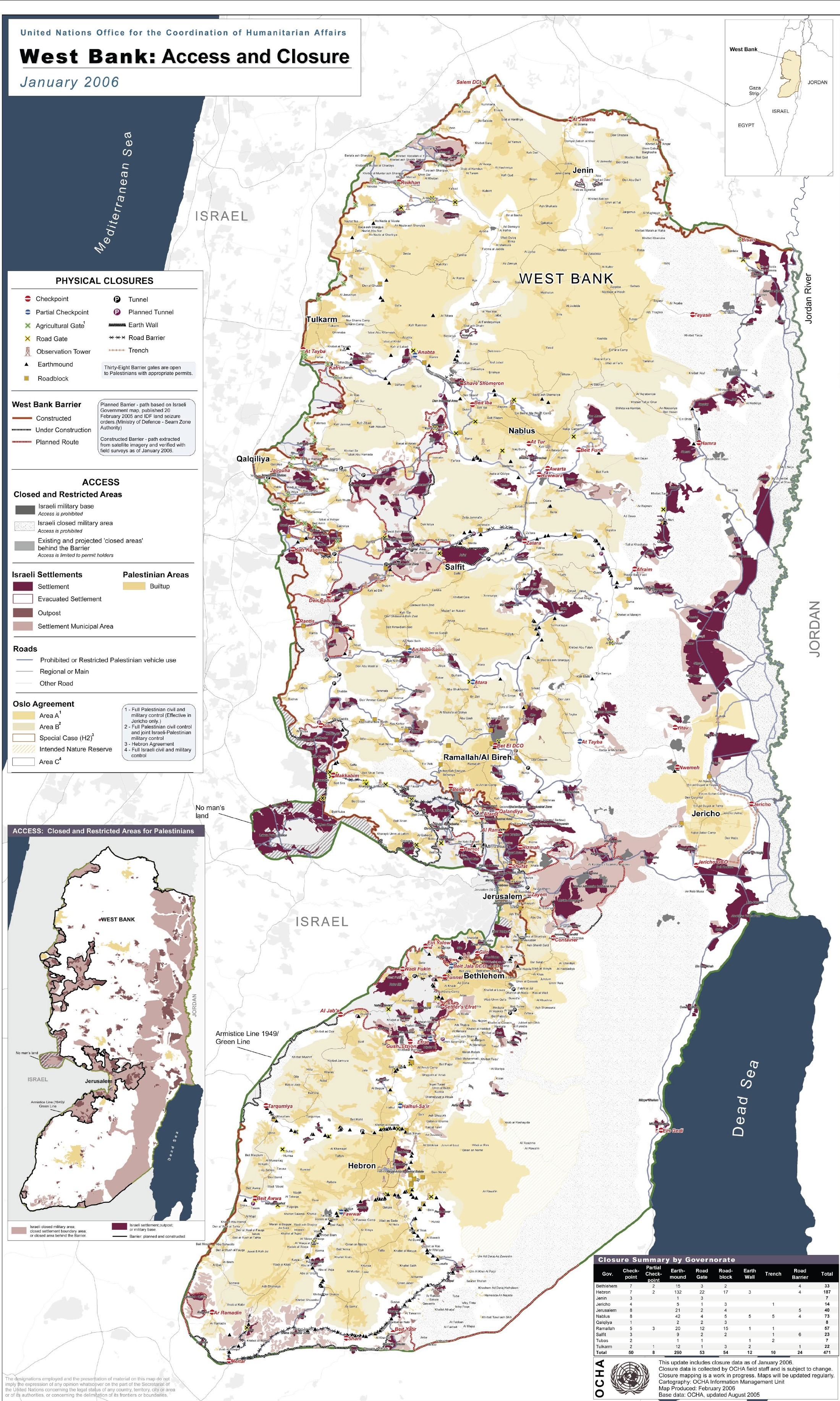
مناطق السلطة الفلسطينية في الضفة الغربية حسب اتفاق أوسلو، حيث يشير اللون الأصفر الغامق للمناطق ذات السيطرة الإدارية والأمنية الفلسطينية، بينما اللون الأصفر الفاتح فهي مناطق ذات سيطرة فلسطينية - إسرائيلية مشتركة ،اما اللون الأبيض فهي مناطق تحت السيطرة الإسرائيلية الأمنية المباشرة. اللون البني يبين التجمعات الاستيطانية الإسرائيلية منذ حرب 1967

في سبتمبر 1993 وقعت منظمة التحرير الفلسطينية والحكومة الإسرائيلية اتفاق أوسلو الذي تضمن اعترافا متبادلا بين الطرفين والبدء بمسار تفاوضي نحو حل دائم للقضية الفلسطينية على أساس القرار 242 الذي اعتمده الفلسطينيون في مطلبهم إقامة دولة فلسطينية في حدود العام 1967 (الضفة الغربية وقطاع غزة). نص إعلان المبادئ والاتفاقيات اللاحقة على إقامة سلطة حكم ذاتي فلسطينية (السلطة الوطنية الفلسطينية) لمرحلة انتقالية تمتد لخمس سنوات يتم فيها الاتفاق على الحل الدائم، وحددت هذه الافاقيات صلاحيات سلطة الحكم الذاتي وعلاقتها بسلطة الاحتلال الإسرائيلية. مع فشل مفاوضات الحال الدائم في عام 2000 (كامب ديفد) و2001 (شرم الشيخ)، استمرت المرحلة الانتقالية في ما يتعلق بالحكم الذاتي الإداري الفلسطيني مع بقاء الوضع الراهن في ما يتعلق بالقضايا المتروكة «لمفاوضات الحل الدائم».

### الثابت والمتغير بعد اتفاق أوسلو وملحقاته

#### قيام وصلاحيات سلطة الحكم االذاتي الانتقالي الفلسطينية
- بعد توقيع اتفاق أوسلو عام 1993 أقيمت بدءا من عام 1994 سلطة حكم ذاتي فلسطيني في التجمعات السكانية الفلسطينية الكثيفة في الضفة الغربية باستثناء القدس الشرقية، في ما عرف بالمرحلة الانتقالية في قبل الوصول إلى الحل الدائم.
- قسمت أراضي الضفة إلى ثلاثة مناطق هي المنطقة «أ» (A) التي تشمل التجمعات السكانية الكبرى حيث تتولى سلطة الحكم الذاتي شؤون الإدارة المدنية والأمن الداخلي، والمنطقة «ب» (B) حيث يتولى الفلسطينيون إدارة الشؤون المدنية مع احتفاظ إسرائيل بالسيطرة الأمنية، والمنطقة «ج» (C) التي تقع تحت سيطرة إسرائيلية كاملة وتشمل معظم مناطق الضفة غير المأهولة وموارد المياه وغور الأردن والمنطقة الحدودية والمستوطنات والطرق الموصلة بينها، إضافة إلى بعض التجمعات الفلسطينية الصغيرة القريبة من القدس والمستوطنات.
- حصلت السلطة الفلسطينية على صلاحيات إصدار جوازات سفر لفلسطيني الضفة الغربية وقطاع غزة، فصاروا مخيرين بينه وبين جواز السفر الأردني المخصص لسكان الضفة الغربية.
- تصدر السلطة الفلسطينية البطاقات الشخصية والأوراق المدنية للفلسطينيين المقيمين في المناطق «أ» و«ب» بالتنسيق مع الإدارة المدنية الإسرائيلية.
- حصلت السلطة الوطنية الفلسطينية على إشراف جزئي في معبر أللنبي (معبر الكرامة في التسمية الفلسطينية) إلى جانب سلطة المطارات الإسرائيلية وفقاً لإتفاقية القاهرة لعام 1994 اللتي تبعت إعلان مبادئ أوسلو بين منظمة التحرير الفلسطينية والحكومة الإسرائيلية، إلى أن انهت سلطات الاحتلال الوجود الفلسطيني داخل المعبر عقب انتفاضة عام 2000، وما زال المعبر تحت سيطرة إسرائيل التي تتحكم بالحركة والأمن في المعبر وتمتلك صلاحيات تفتيش الأمتعة والمسافرين والسماح أو منع أي شخص من الدخول والخروج إلى الأراضي الفلسطينية، في حين انتقلت إدارة المعابرة الفلسطينية إلى نقطة داخل حدود مناطق السلطة الفلسطينية في أريحا (معبر الكرامة).[33][34]

#### الاستيطان
- جمد بناء المستوطنات لفترة وجيزة بعد توقيع الاتفاق، إلا أنه عاد ليتواصل بوتيرة عالية لاحقا، حيث تضاعف عدد المستوطنين الإسرائيليين وتمددت المستوطنات على مساحات واسعة من أراضي الضفة.[18]
- وسعت إسرائيل بالاتفاق مع السلطة الفلسطينية شبكة طرق المستوطنات الالتفافية

#### الاقتصاد/الجسور المفتوحة
- وقّعت السلطة الفلسطينية والحكومة الإسرائيلية عام 1994، ما صار يُعرف باسم بروتوكول باريس الاقتصادي، وهو اتفاقية تنظم العلاقات الاقتصادية بين السلطة وإسرائيل في المرحلة الانتقالية. يرى باحثون ان بنود هذه الاتفاقية لا تتفق مع الهدف المعلن، وهو تطوير اقتصاد فلسطيني مستقل، بل تعمق هذا الاتفاق اعتماد الاقتصاد الفلسطيني للإسرائيلي وتبعيته لأولوياته، وخدمته له في التخلص من بعض الأعباء المتعلقة بالقوة العاملة وتلوث البيئة. تضمن الاتفاق الإبقاء على نظام الاتحاد الجمركي بين الاقتصادين الفلسطيني والإسرائيلي، وغياب الحدود الاقتصادية بين الطرفين، ليحول الأمر الواقع القائم قبل توقيع الاتفاق بسلطة الاحتلال إلى علاقة تعاقدية متفَق عليها بين الجانبين. ويقوم الاتحاد الجمركي على أساس حرية حركة التجارة بين الأراضي الفلسطينية والإسرائيلية، والتزام الطرفين سياسة تجارية واحدة تجاه الأطراف الأُخرى، مع بعض الاستثناء. ونظّم البروتوكول آلية جباية الضرائب، وتقاصّ الضرائب والجمارك بين إسرائيل والسلطة الفلسطينية، وتناول بعض البنود التي تنظم عمل العمال في إسرائيل.[35]
- وفقًا لتقرير البنك الدولي لعام 2013، فإن القيود الإسرائيلية تعيق التنمية الاقتصادية الفلسطينية في المنطقة (ج) من الضفة الغربية.

### التقسيم الإداري والسكان
مع قدوم السلطة الوطنية الفلسطينية عام 1995 نظّمت مدن الضفة الغربية في 11 محافظة هي:
| رقم | اسم المحافظة            | عدد السكان (تقدير 2011) | عدد السكان (تعداد 2017) | النسبة [%] |
| --- | ----------------------- | ----------------------- | ----------------------- | ---------- |
| 1.  | محافظة جنين             | 281,156                 | 314,866                 | 10,9       |
| 2.  | محافظة طوباس            | 56,642                  | 60,927                  | 2,1        |
| 3.  | محافظة طولكرم           | 168,973                 | 186,760                 | 6,5        |
| 4.  | محافظة نابلس            | 348,023                 | 388,321                 | 13,5       |
| 5.  | محافظة قلقيلية          | 100,012                 | 112,400                 | 3,9        |
| 6.  | محافظة سلفيت            | 64,615                  | 75,444                  | 2,6        |
| 7.  | محافظة رام الله والبيرة | 310,218                 | 328,861                 | 11,4       |
| 8.  | محافظة أريحا            | 46,718                  | 50,002                  | 1,7        |
| 9.  | محافظة القدس            | 389,298                 | 435,483                 | 15,1       |
| 10. | محافظة بيت لحم          | 194,095                 | 217,400                 | 7,5        |
| 11. | محافظة الخليل           | 620,417                 | 711,223                 | 24,7       |
|     | المجموع                 | 2,299,011               | 2.881687                |            |

### العمل ومصادر الدخل

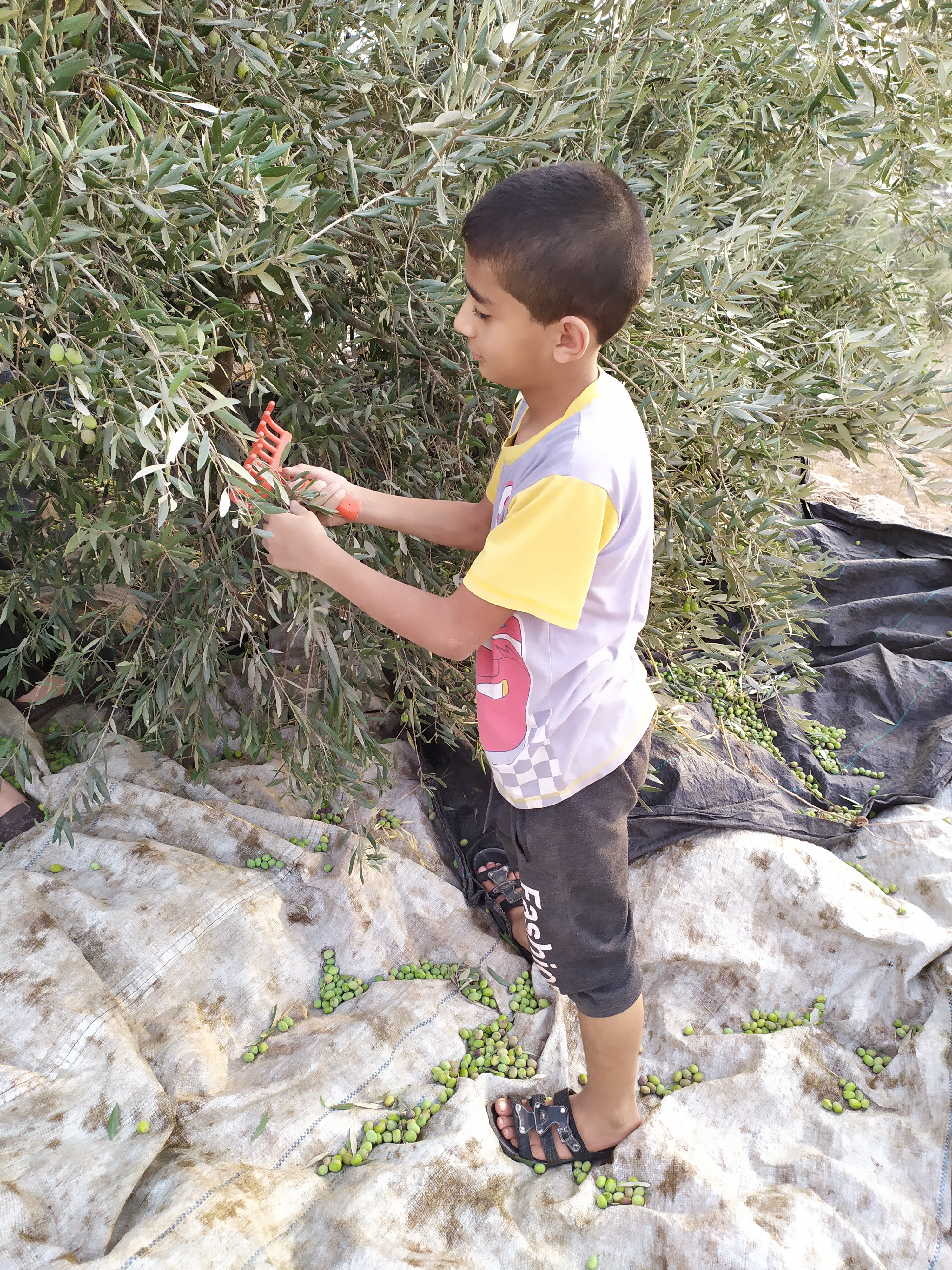
قطف الزيتون جنوب الضفة الغربية، يعتبر الزيتون أحد مصادر الدخل في المجتمع الفلسطيني

تشير أرقام الجهاز المركزي للإحصاء الفلسطيني للعام 2013 إلى أن 16.9% من الأسر الفلسطينية تعتاش على العمل في القطاع العام، بينما يعمل 24.7% في القطاع الخاص بأجر منتظم و 21.4% بأجر غير منتظم، كما تعتاش 19.7 من الأسر الفلسطينية من العمل في المرافق الإسرائيلية في الأراضي المحتلة عام 1948 وفي المستوطنات، وتشكل الحوالات من خارج البلاد مصدر دخل إضافي ل11.5% من الأسر الفلسطينية. تشكل الزراعة وتربية الحيوانات مصدر دخل لـ19.9% من الأسر الفلسطينية، فيما بلغ متوسط البطالة للجنسين ال16.2%.

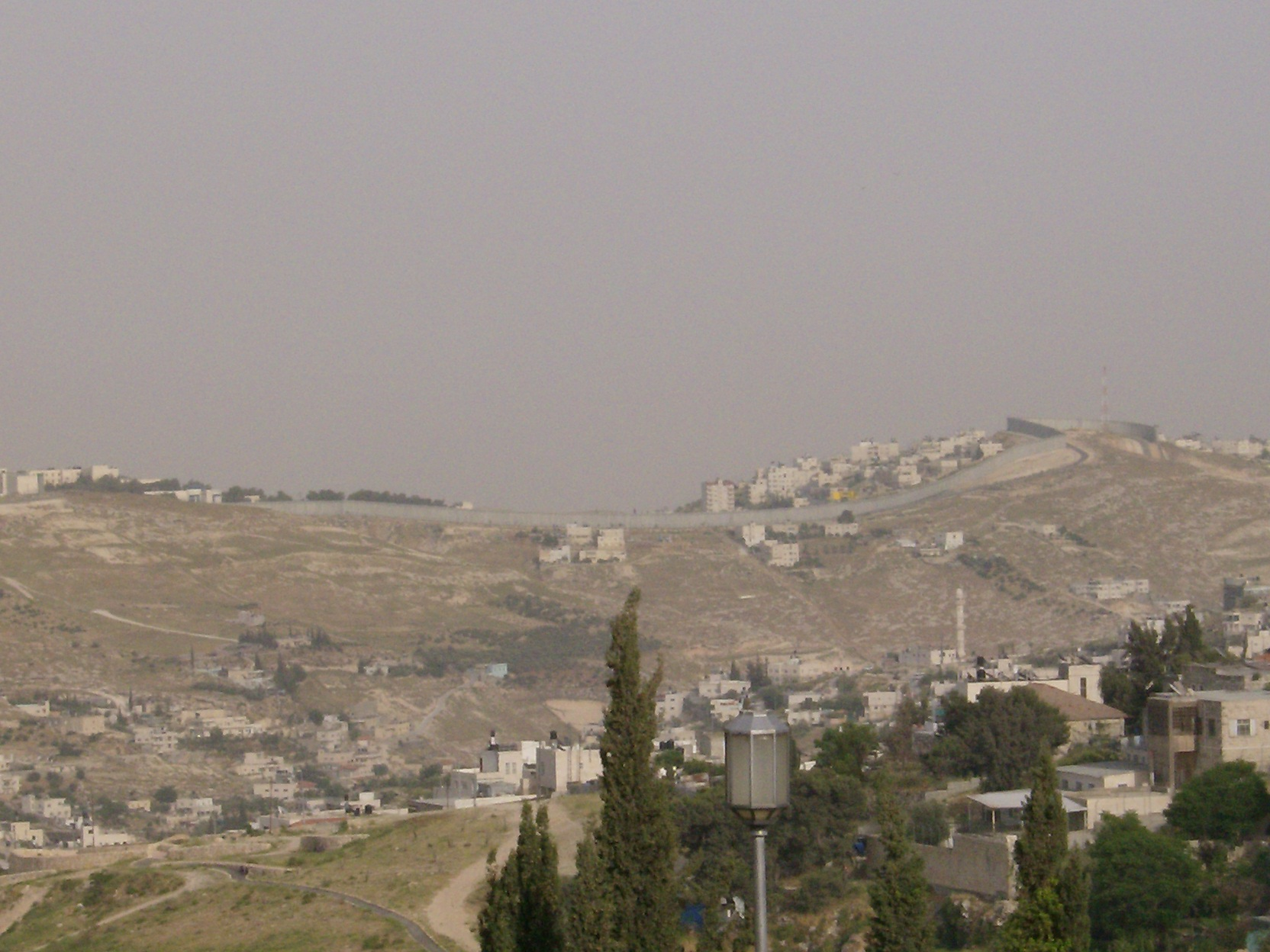
الجدار الفاصل جرف الكثير من أراضي الضفة الغربية

### انتفاضة 2000 - الاجتياح الإسرائيلي - الجدار
مع تعثر مفاوضات كامب ديفد حول الحل الدائم في صيف 2000، وبعد زيارة استفزازية قام بها أرييل شارون للمسجد الأقصى، اندلعت الانتفاضة الفلسطينية التي عرفت بالانتفاضة الثانية أو انتفاضة الأقصى وتطورت إلى تصعيد عسكري شامل بين قوات السلطة والمقاومة الفلسطينية وقوات الاحتلال. في أبريل 2002 اجتاحت الدبابات الإسرائيلية مدن وقرى الضفة الغربية (المنطقة ألف) وفككت قوة السلطة الفلسطينية المسلحة، وشرعت الحكومة الإسرائيلية برئاسة أرييل شارون ببناء جدار فاصل بينها وبين الفلسطينيين داخل أراضي الضفة الغربية بهدف حماية إسرائيل من الهجمات الفلسطينية. اقتضم مسار الجدار مساحات واسعة من الأراضي الفلسطينية، وساهم في إحكام الحصار على الشعب الفلسطيني وإفقار اقتصاده الوطني، وعزل مدن وبلدات بكاملها عن محيطها.في 23 فبراير 2025، أعاد مشهد الدبابات الإسرائيلية وهي تستعد لدخول مخيم جنين إلى الأذهان مشاهد مماثلة لاجتياح المخيم ومناطق أخرى في الضفة الغربية عام 2002 خلال الانتفاضة الثانية. ومع ذلك، تشير التقديرات إلى أن الأهداف هذه المرة قد تكون أوسع نطاقًا مقارنة بتلك التي كانت قبل 23 عامًا.